# Tonia Stieltjes
Tonia Stieltjes, geboren als Gesina Antonia Milgens, (Amsterdam, 28 maart 1881 – Parijs, 30 oktober 1932) was een Nederlands dienstbode, vakbondsvrouw en schildersmodel. Ze wordt beschouwd als de eerste zwarte vakbondsvrouw van Nederland. Ze noemde zichzelf wilskrachtdokter.

## Leven en werk

### Jeugd

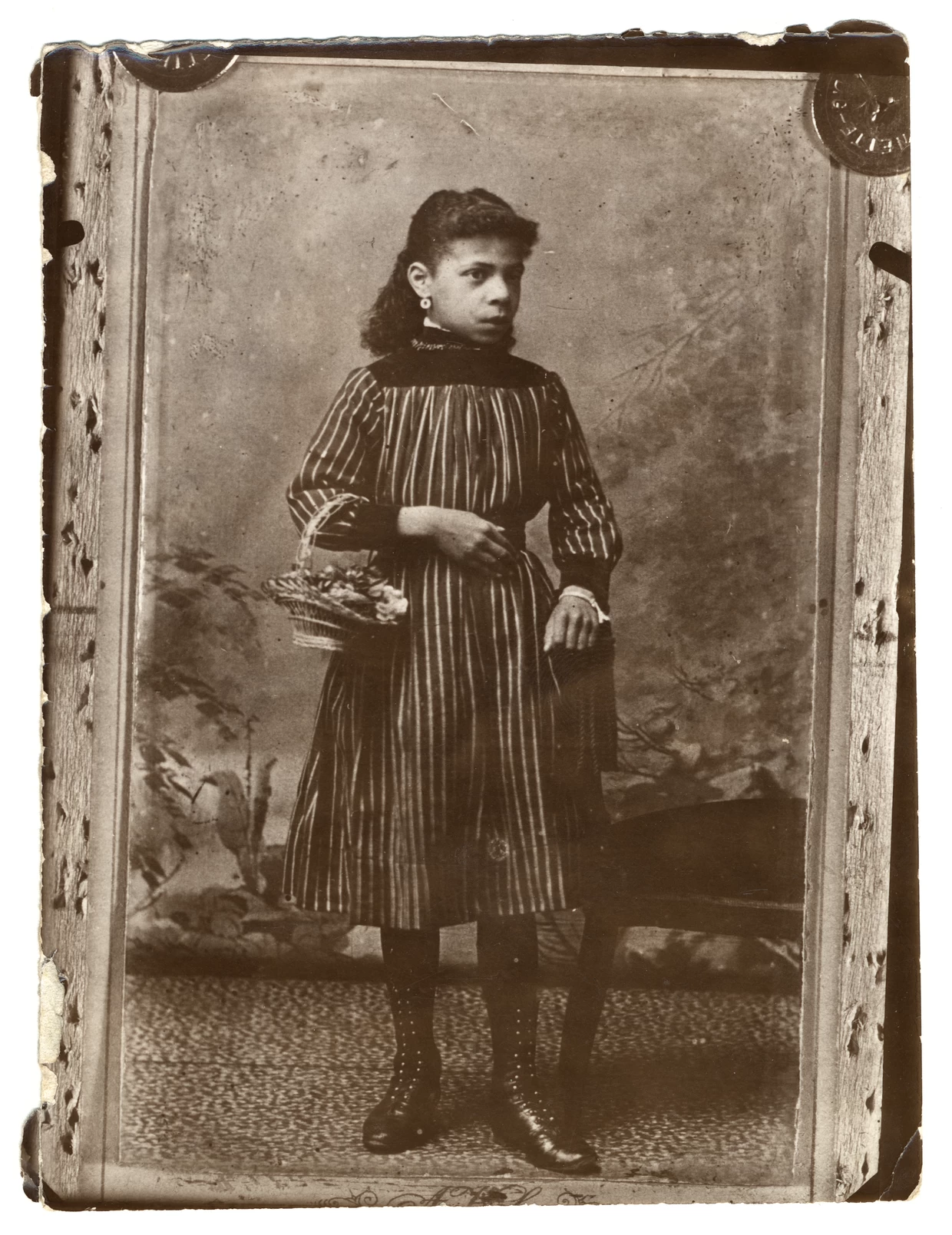
Milgens, rond haar 15e.

Tonia Milgens werd geboren in de Czaar Peterstraat op Kattenburg, als dochter van de Afro-Surinamer Christiaan Anthony Milgens en Maria Geertruida Heidman. Haar vader Anthony werd in slavernij geboren, nadat hij was vrijgekocht voer hij zo'n twaalf jaar als zeeman. Hij belandde in Amsterdam, waar hij brouwer bij De Gekroonde Valk werd en trouwde met Maria Heidman, die als dienstbode bij een Surinaamse plantersfamilie werkte. Vader Milgens overleed toen Tonia vier jaar was. Ze bezocht de armenschool in Amsterdam. Door een aandoening aan haar ogen kwam ze terecht op het blindeninstituut aan de Vossiusstraat. Ze leerde er onder meer fröbelen, zingen en componeren. Het zicht in één oog herstelde en Milgens werd dienstbode.

### Dienstbode en vakbondswerk
Milgens kwam als dienstbode in huis bij Floor en Mathilde Wibaut. Het echtpaar Wibaut was actief binnen de SDAP en betrokken bij verbetering van de omstandigheden van de arbeidersklasse. Mathilde zette zich vooral in voor de politieke bewustmaking en persoonlijke ontwikkeling van arbeidsvrouwen. In dit milieu was het niet vreemd dat Milgens lid werd van de Algemene Nederlandsche Dienstboden-Bond, die als motto 'Allen voor Elkander' droeg. In het eerste nummer van het bondsblad werden de dienstboden opgeroepen: "Zoowel in uw eigen als in ons aller belang, vorderen wij u op, om met ons mede te ijveren en waar de omstandigheden dit eischen, mede te strijden. Waar zulks noodig is, zullen wij er niet tegen opzien, om, voor zoover zulks in ons vermogen is, overal op te komen voor onze rechten."

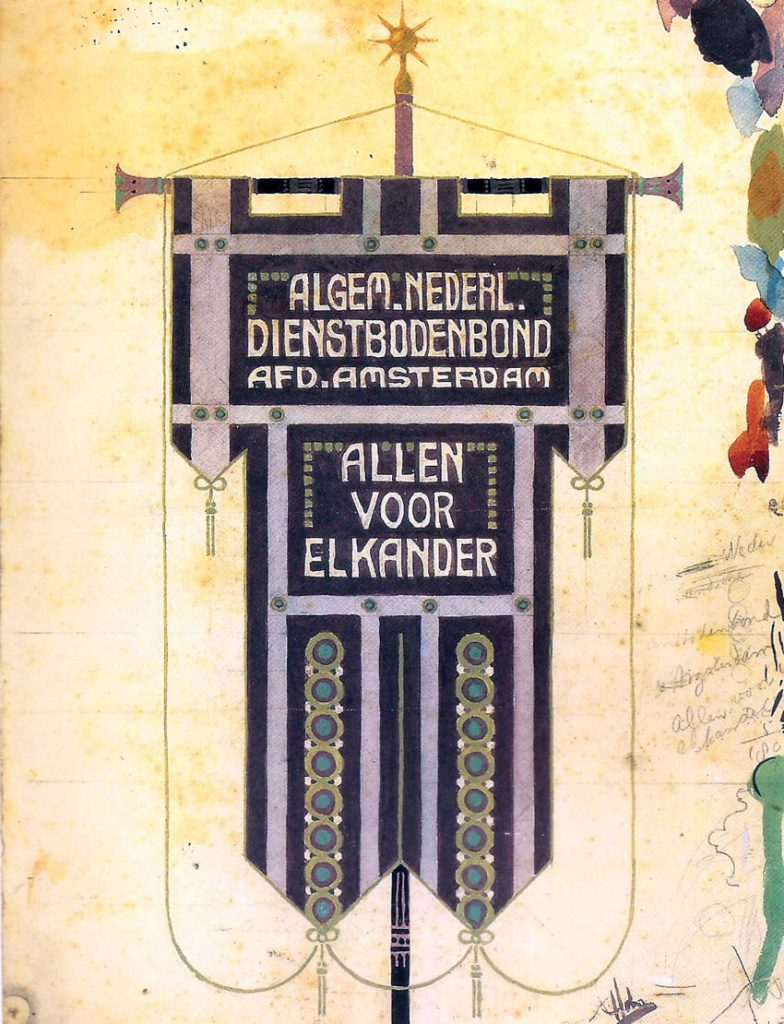
Vaandel voor de Dienstbodenbond, afd. Amsterdam, ontwerp van Albert Hahn.

Tonia Milgens werd secretaris en al snel voorzitter van de Amsterdamse afdeling van de bond. Ze vroeg Albert Hahn een vaandel te ontwerpen. Milgens bezocht andere afdelingen, discussieavonden en kiesrechtbetogingen en sprak over onderwerpen als 'Waarom moeten de dienstboden zich verenigen', 'Hoe is het leven der dienstboden', 'Zijt gij dienstboden tevreden?' en 'Meer vrijen tijd tot ontwikkeling en ontspanning'. Ze vond het maar niets dat sommige dames wel tijd staken in liefdadigheid, maar geen aandacht hadden voor hun dienstbode. Klagen zou niet helpen, "organisatie, ontwikkeling, cursussen, heffen haar [de dienstbode] op en bezorgen haar de plaats waarop zij recht heeft."

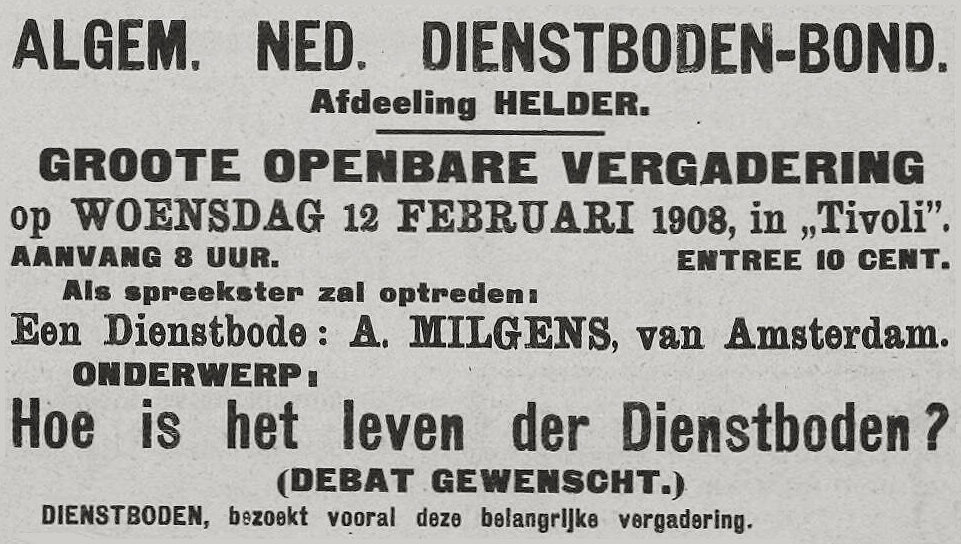
Uitnodiging van de afdeling Den Helder van de Alg. Ned. Dienstboden-Bond, waar A. Milgens (Tonia Stieltjes) in 1908 sprak over 'Hoe is het leven der Dienstboden?'.

De bond opende een bemiddelings- en plaatsingsbureau voor dienstboden aan de Leidsegracht 47, waarvan Milgens in 1906 directrice werd. Ze was in die tijd een bekend gezicht in Amsterdam. Het maandblad De proletarische vrouw vatte Milgens' gedrevenheid in een kort bericht over een feestavond bij de bond samen: "De wakkere voorzitster A. Milgens sprak, hield voordrachten, was in één woord de ziel van alles." In 1908 had de Dienstbodenbond vierhonderd leden. Tonia Milgens trouwde in de zomer van 1908 met de fotograaf Jan de Meijere (1879-1950). Volgens het reglement van de Dienstbodenbond moest Tonia als getrouwde vrouw haar voorzitterschap neerleggen. Het reglement werd echter aangepast, zodat ze haar taak weer kon oppakken. Ook na de geboorte van haar dochter (1908) en zoon (1910) bleef ze voor de Dienstbodenbond actief. In 1912 runde ze nog altijd het bemiddelingsbureau, dat inmiddels was verhuisd naar de Singel 309. Een jaar later sloot de Dienstbodenbond zich aan bij het Nederlands Verbond van Vakverenigingen en werd de naam gewijzigd in Algemeene Nederlandsche bond van Huispersoneel.

### Schildersmodel
Begin 1914 gingen Milgens en haar man uit elkaar, hij vertrok niet lang daarna naar Zweden. Rond 1918 werd Milgens door de schilder Jan Sluijters gevraagd voor hem te poseren. Ook Wim Schuhmacher legde haar op doek vast. Sluijters maakte meer dan tien portretten van Tonia, waaronder een levensgroot schilderij, dat door hem Mulattin met rode sjaal werd genoemd. Het toont haar zittend op een sofa, met achter haar een gele draperie en een doorschijnende rode voile over haar naakte lichaam. Albert Plasschaert was in 1929, als recensent van De Groene, lyrisch: "De Negerin, de vrouw die zit op een kanapé, is niet alleen hier een belangrijk werk maar zou dat op elke tentoonstelling van Sluyters zijn. (...) De zware figuur van de vrouw heerscht; zij heerscht op deze tentoonstelling. Deze negerin is een der besten die Sluyters ooit naar haar, die hem steeds door haar verschijning aanzette, maakte. Het is een schilderij voor een museum." Het schilderij werd in 2009 door het Singer Laren aangekocht.

### Mondriaan
Milgens kreeg een relatie met uitvinder William Stieltjes (1887-1966), bij wie ze in in 1919 met haar kinderen in Parijs ging wonen. In hun huis aan de Square de Port-Royal ontvingen ze kunstenaars en intellectuelen, onder wie Charles Eyck, Piet Mondriaan en Charley Toorop. Vooral met Mondriaan werd de band hecht, Stieltjes hielp de schilder met de huur van zijn atelier aan de Rue du Départ en Tonia discussieerde met Mondriaan onder meer over diens kunsttheoretische teksten. In april 1922 trouwden Tonia Milgens en William Stieltjes in Amsterdam. 
Tonia Stieltjes overleed op 51-jarige leeftijd in Parijs, ze werd begraven op de cimetière parisien in Thiais. Na haar overlijden schreef Mondriaan in een brief "Je vraagt naar Tonia, je weet ’t misschien..., maar Tonia is helaas gestorven. Dat is een groot verlies voor me. In Parijs heb ik nu niemand meer."

### Overig
In 2023 publiceerde kunsthistoricus Esther Schreuder een biografie over Tonia Stieltjes en wijdde het Singer Laren de tentoonstelling Tonia. Model en Activiste aan haar. Voor de tentoonstelling maakten de hedendaagse kunstenaars Iris Kensmil en Brian Elstak nieuwe impressies van haar leven.

## Portretten van Tonia (selectie)
- ca. 1918 Liggend naakt, door Jan Sluijters. Olieverf, 96 x 127 cm, collectie Museum de Fundatie.[21]
- 1919 Vrouw met groene blouse, door Jan Sluijters. Olieverf, 72 x 59 cm, collectie Kröller-Müller Museum.[22]
- 1919 Portret van Gesina Antonia ('Tonia') Milgens (1881-1932), door Jan Sluijters. Papier, houtskool, waterverf, krijt (schrijfuitrusting), 76 x 55 cm, collectie Rijksmuseum Amsterdam.[23]
- 1919 Portret van Tonia Stieltjes, door Wim Schuhmacher. Olieverf op doek 135 × 98,5 cm, collectie Rijksmuseum Twenthe.[24]
- ca. 1920 Mulattin met rode sjaal, door Jan Sluijters. Olieverf, 132 x 116 cm, collectie Singer Laren.[25]
- ca. 1920 Zittende mulattin, door Jan Sluijters. Gouache (verf), waterverf, verblijfplaats onbekend.[26]
- ca. 1920 Zittende mulattin, door Jan Sluijters. Gouache (verf), waterverf, krijt (schrijfuitrusting), 98 x 72 cm, privécollectie.[27]
- 1922 Mulattin met rode sjaal, door Jan Sluijters. Olieverf, 103 x 81 cm, privécollectie.[28]
- ca. 1923-1924 Tonia Stieltjes in rode blouse, door Jan Sluijters. Olieverf, privécollectie.
- 2023 Tonia Stieltjes, door Iris Kensmil. Olieverf, 80 x 60 cm.
- 2023 Op bezoek bij Mondriaan, door Iris Kensmil. Gouache, 60 x 65,5 cm.